# Fauroux
Fauroux är en kommun i departementet Tarn-et-Garonne i regionen Occitanien i södra Frankrike. Kommunen ligger i kantonen Bourg-de-Visa som tillhör arrondissementet Castelsarrasin. År 2022 hade Fauroux 182 invånare.

## Befolkningsutveckling
Antalet invånare i kommunen Fauroux
| Referens: INSEE |